# Morinda parvifolia
Morinda parvifolia är en måreväxtart som beskrevs av Friedrich Gottlieb Bartling och Dc.. Morinda parvifolia ingår i släktet Morinda och familjen måreväxter. Inga underarter finns listade i Catalogue of Life.